# 捷克西里西亞
捷克西里西亞（捷克語：České Slezsko）是捷克的三個歷史地區之一（另外两个是波希米亚和摩拉维亚），包含了西里西亞在捷克的部份。历史上也稱奥地利西里西亚，但是比原奥地利西里西亚少了切申西里西亞的一部分（切申（Teschen）在一战之后被波兰和捷克平分），多了赫卢钦地区（一战后割自德国的上西里西亚）。

## 历史沿革
捷克西里西亞位於今日捷克的東北部。有時也稱為摩拉維亞西里西亞（捷克語：Moravské Slezsko）。首府是奧帕瓦（或特罗保，Troppau），最大的城市是俄斯特拉發（或奥斯特劳，Ostrau）。捷克西里西亞在歷史上主要民族是德意志人。
西里西亚在歷史上曾全部屬奥地利帝国，七年战争之后西里西亚大部分（上、下西里西亚）划归普鲁士，后来归入德意志帝国，在一战、二战后逐步割让给波兰；少部分西里西亚，即奥地利西里西亚留在奥地利帝国——奧匈帝國。
一战后的圣日耳曼条约把奥地利西里西亚直接划给捷克斯洛伐克。1938年，慕尼黑協定簽訂后，捷克西里西亞曾与德國合并。二戰之後，這裡的德意志人大多被驅逐。如今這裡的主要人口是捷克人。此外還有一些波蘭少數民族。